# Fabio D'Auria
Fabio D'Auria (Castellammare di Stabia, 18 aprile 1978) è un fumettista italiano.

## Biografia
Fabio dopo il diploma artistico ha frequentato la Scuola Italiana di Comix di Napoli, sotto la guida di Daniele Bigliardo.
Nel 2000 si è diplomato come Animatore di cartoni Animati con qualifica di quarto livello al: Corso di creatività giovanile e nuova imprenditoria per la rinascita del cartone animato in Italia, un progetto S.T.A.R., finanziato dal F.S.E. nell'ambito del parco progetti P.O.M. 98003413 e organizzato dal centro servizi P.M.I. di Reggio Emilia. In seguito ha lavorato come Animatore di cartoni animati presso la factory reggiana “Marcenaro s.r.l.”. Dal 2004 lavora attivamente come colorista per Italia, Francia e Stati Uniti. 
Ha colorato la one-shot disegnata da Claudio Villa “Devil & Capitan America” per la Marvel, il numero 200 di Nathan Never per la Sergio Bonelli Editore.
È stato il colorista dello Spider-man realizzato dallo studio VOC per “il Giornalino” della San Paolo e di 2 diverse serie per la francese Soleil Productions. Fino al 2012 ha intercalato la colorazione dei Dylan Dog Color Fest per la Sergio Bonelli Editore all'attività principale per la Marvel Comics
, per poi tornare al disegno.
Nel 2008 fa un timido esordio come disegnatore con una tavola scritta e disegnata da lui per il nº5 della rivista “MONO” della Tunué e con un'illustrazione omaggio a Milo Manara pubblicata nella monografia "Vita e donnine di Milo Manara" pubblicata dalla Leopoldo Bloom (biografia che racchiude illustrazioni tra gli altri di Bacilieri, Bernet e Geof Darrow). 
Sempre nel 2008 torna in parte all'animazione realizzando con Giuseppe Camuncoli ed Andres Mossa “The Shadow of Ra’s Al Ghul”, Motion Comics per DC Comics e Warner Bros. prodotto in esclusiva per la Nokia su testi di Dennis O'Neil, il motion comics narra accadimenti che collegano “Batman Begins” a “The Dark Knight”, primi due film della trilogia del Batman di Nolan.
Nel 2015 Ha coordinato per la TIWI la parte animata di "The Editor is in", la prima serie televisiva della Sergio Bonelli Editore prodotta per Sky Arte disegnando tutte le animazioni principali e coordinando il team di disegnatori.
Nel 2017 è uscito in Francia il suo primo albo disegnato, il volume 8 della serie "Oracle" per l'editore Soleil Prod. (a breve in Italia per Panini), e a seguire alcune storie brevi per l'editore Petit&Petit.
Ha insegnato per 10 anni Colorazione Digitale alla Scuola Internazionale di Comics di Reggio Emilia, città dove vive e lavora. Ha da poco terminato una storia breve di Tex disegnata e colorata da lui che uscirà nei prossimi mesi.

Vive e lavora a Reggio Emilia.